# 4. polská fotbalová liga
4. polská fotbalová liga je pátou nejvyšší fotbalovou ligou v Polsku. Byla založena v roce 2002. Sestupující tým sestoupí do 5. polské fotbalové ligy.

## Skupiny
- Dolnoslezská skupina
- Kujavsko-pomořská skupina
- Lublinská skupina
- Lubušská skupina
- Lodžská skupina
- Malopolská skupina
- Mazovská skupina (rozdělena na dvě skupiny)
- Opolská skupina
- Podkarpatská skupina
- Podleská skupina
- Pomořská skupina
- Slezská skupina (rozdělena na dvě skupiny)
- Svatokřížská skupina
- Varmijsko-mazurská skupina
- Velkopolská skupina (rozdělena na dvě skupiny)
- Západopomořanská skupina